# E611 (UAE)

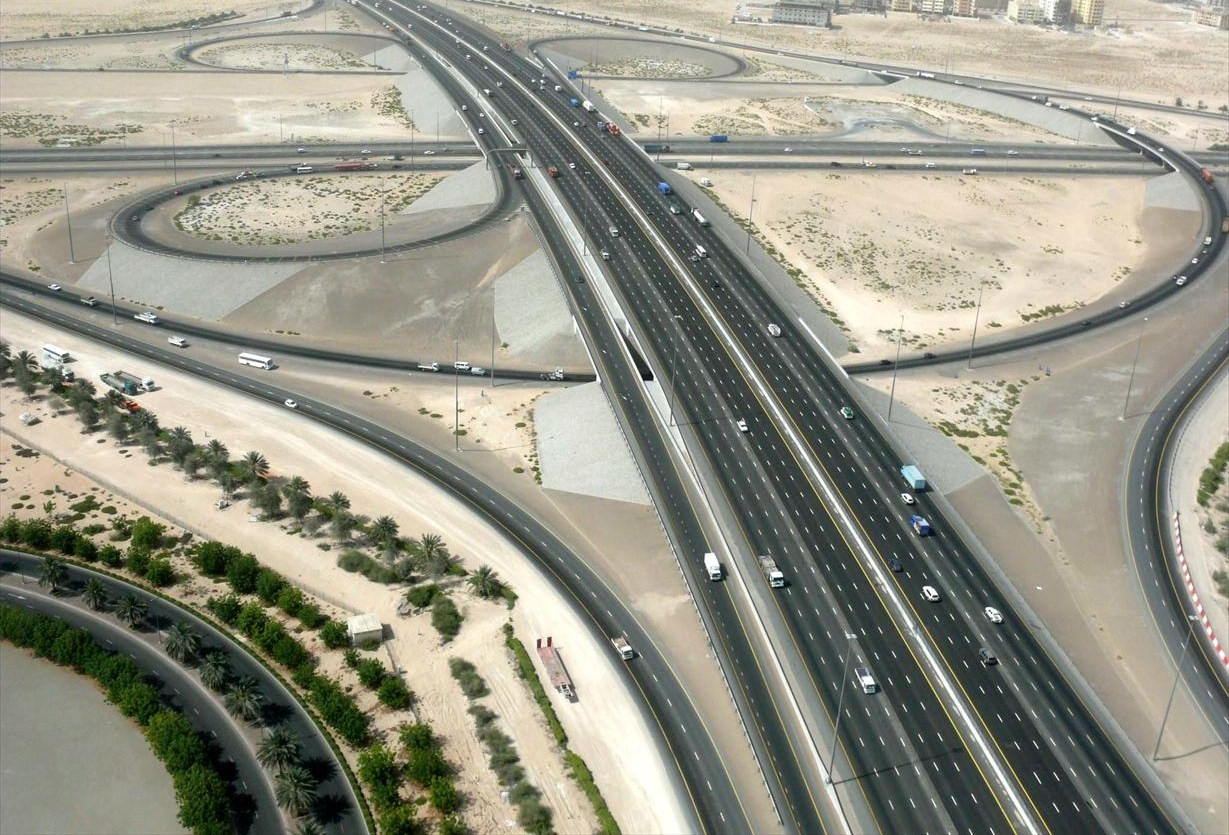
E311 Sheikh Mohammad Bin Zayed-vägen i Dubai (2007)

E611 eller Emirates Road är en motorväg i Förenade arabemiraten som följer kusten från Dubais västligaste del, via Sharja, Ajman och Umm al-Qaywayn till Ras al-Khayma i nordost. Den går ungefär 10-15 kilometer in i landet, parallellt med E311, och är med ungefär 100 kilometer en av Förenade arabemiratets största vägar. Vägen påbörjades 2006 och byggdes utanför E311:an som en andra ringled för tung trafik utanför stadsbegyggelsen. E611:an benämndes tidigare Kringfartsvägen (Bypass Road) men bytte i januari 2013 namn till Emirates Road.
E611:an är normalt 8-filig och det finns planer på att förlänga den i både nordlig och sydlig riktning.